# Abelardo Miguel
Abelardo Miguel López Leira, conocido como Abelardo Miguel, Puentedeume, 1918-1991 fue un pintor español.

## Biografía
Quinto hijo de una familia marinera de la villa de Puentedeume, mostrará desde niño excelentes aptitudes para el dibujo. En 1934 obtendrá el segundo premio de dibujo infantil en la Asociación de Artistas de Ferrol y en 1935 gana el 1º premio de dibujo del Ayuntamiento de La Coruña, que hará que la Diputación le conceda una beca en la Academia de Bellas Artes de San Fernando en 1936.
La guerra civil trunca temporalmente su carrera, pero en 1950 retoma los estudios en San Fernando, que finaliza en 1956, lo que le abrirá las puertas del Círculo de Bellas Artes de Madrid. Obtendrá en estos años el apoyo de la crítica madrileña, con editoriales elogiosos de José Camón Aznar.
Viaja a Italia pensionado en la Escuela Española de Arte de Roma y completa sus estudios en París y Holanda. Configura en estos años su estilo, basando su técnica en la captación de la realidad mágica y en su identidad gallega. Recoge influencias de Sotomayor, Zuloaga, Julio Moisés y los clásicos barrocos Velázquez y Zurbarán, con un filtro postimpresionista cezannesco.
Centró su vida y obra en su villa natal, no abandonando la pintura hasta su muerte en 1991. En 2003 el Ayuntamiento de Puentedeume le concedió la Medalla de Oro al mérito artístico.

## Obra
Abelardo Miguel fue creador de un estilo propio. Buen dibujante y colorista, muestra su dominio de la técnica en todos sus temas, que excepcionalmente aparecen de forma aislada, ya que tiende a un género mixto.
Su temática es predominantemente marinera, con bodegones, marinas, retratos colectivos, y sobre todo, conjunción de paisajes y de hombres. Sus retratos, según Manuel Luis Fidalgo "son modelos arrancados de las entrañas del pueblo y sus rostros no son reflejo de caracteres, sino de profesión". Sus retratos colectivos recogen la tradición barroca holandesa de retratos colectivos profesionales. También pintó ferias agroganaderas de un alto valor etnoantropológico. 
Sus paisajes recogen el testigo de los paisajistas coruñeses Corral, Bello Piñeiro, Lloréns y Abelenda, decantándose por cielos luminosos que combinan su azul con el verde del agua de las rías, pero también pinta vistas urbanas de Puentedeume con una estética cercana al naif. Según María Fidalgo es "el mejor pintor gallego de naturalezas muertas del siglo XX", al alternar naturalezas muertas de caza o flores, con otras de tierra y mar.
Creó unos arquetipos iconográficos que repite a lo largo de su carrera, como la pescadora, la mariscadora, el anciano pescador, las ferias, las naturalezas muertas marineras, que serán la clave del sello que identifica sus óleos. Con todo, no es un pintor folclorista sino que muestra de forma existencial la identidad de Galicia.
Las obras de Abelardo tienen hoy un valor antropológico añadido: son testimonio de una realidad histórica ya desaparecida por el avance de la mecanización de las labores del mar y de la tierra.
Es importante señalar la incursión del artista en el tema mitológico al realizar en la cooperativa agraria de Castro (Narón) un complejo programa iconográfico basado en la Galicia arcádica.
Expuso en la década de los 50 y 60 en Oporto, Centro Gallego de La Habana, Salamanca, Oviedo, León, Lisboa, Lugo, Orense, Santiago, La Coruña, Ferrol), y obtuvo galardones como el 1º Premio y 1ª Medalla en la Feria del Mar de 1961 y la 1ª medalla de la Exposición Cara al Mar en 1973. El millar de lienzos que pintó se encuentran en colecciones particulares.